# 特蕾西·奥托
特蕾西·奥托（英語：Tracy Otto；1995年11月28日—）是美国残奥会射箭运动员，曾代表美国参与2024年夏季残疾人奥林匹克运动会。

## 体育生涯
奥托自2021年3月起开始练习残疾人射箭项目。
奥托首次代表美国参与的国际赛事是2023年世界残疾人射箭锦标赛，当时她排名第九。2023年11月代表美国出战2023年泛美残疾人运动会，并在个人W1级射箭赛上斩获金牌。2024年4月，奥托出战2024年泛美残疾人锦标赛，并与杰森·塔班斯基一起获得了W1级混合团体金牌和W1级个人项目金牌。
2024年5月13日，奥托被确认列入2024年夏季帕拉林匹克運動會美国代表团名单。巴黎残奥会期间，奥托在女子个人W1级射箭比赛获得第八名，与杰森·塔班斯基在W1级混双赛中获得第六名。
奥托现计划参与2028年夏季残疾人奥林匹克运动会。

## 个人生活
奥托是佛罗里达州人，2019年10月前为“有抱负的健身模特”。
2019年10月24日，奥托前男友弗朗皮耶罗·德尔·梅迪科侵入其住宅袭击奥托及其新男友里克·里斯勒。里斯勒被弹丸枪击中八次，背部被刺，肺部遭穿透。奥托身中五枪，颈后部中弹。奥托左眼被其中一颗弹丸重创，被迫摘除。梅迪科亦向其喉咙射击，同时以武器性侵之。事件造成奥托胸椎以下瘫痪，是为C5级四肢瘫痪，其因此以轮椅代步。
康复后，奥托一家将之安置在芝加哥某疗养院。后里斯勒将其带回，并成为她的全职看护人和代理射手。2024年9月，奥托宣布与里斯勒订婚，并将怀孕消息公诸于世，1月4日生下一女。

## 所获奖项
2024年12月，奥托被英国广播公司列入当年度巾帼百名名单。